# ТЕС Чауксе
ТЕС Чауксе – теплова електростанція на півночі М’янми.
В 2010-х роках М’янма зіткнулась із значним дефіцитом електроенергії, для покриття якого почали створювати тимчасові станції із генераторними установками на основі двигунів внутрішнього згоряння. Такі об’єкти зазвичай дуже швидко створювались, а при зникненні потреби їх було можливо легко демонтувати та перемістити на інший майданчик. Зокрема, в 2014 – 2015 роках компанія APR Energy запустила ТЕС Чауксе потужністю 102 МВт, яка мала 68 генераторних установок CAT G3516C з одиничним показником у 1,5 МВт.
Як паливо станція використовує природний газ, що надходить по перемичці від трубопроводу М'янма – Китай. Для роботи ТЕС Чауксе необхідно 0,55 млн м3 газу на добу.